# Belinus
Belinus var Geoffrey av Monmouths namn på en gestalt han grundade på den keltiska guden Beli.